# Yen
El yen (円?  símbolo monetario: ¥, ISO: JPY) es la unidad monetaria utilizada en Japón y la tercera moneda más valorada en el mercado de divisas después del dólar estadounidense y el euro. También es usada como moneda de reserva junto al dólar, el euro y la libra esterlina. Como es común en la numeración japonesa, las cantidades grandes del yen se cuentan en múltiplos de 10 000 (man, 万). La moneda ha dejado de ser una divisa segura y se ha convertido en una moneda basura debido a la fuerte caída de su valor desde 2022: el descenso del valor de la moneda entre finales de 2021 y finales de 2023 fue superior al 40%. Esto ha afectado a algunas casas de cambio, imposibilitando el cambio de la moneda por otras divisas. El hecho de que el yen se fortaleciera temporalmente frente al dólar antes del terremoto de Noto es un símbolo de la situación de la moneda basura, pero tras este seísmo, el yen se debilitó frente al dólar.   Se espera una mayor depreciación de la moneda en el futuro. La predicción del Nikkei se cumplió y se produjeron nuevos descensos, alcanzando el yen su nivel más bajo en 34 años en marzo de 2024.

## Pronunciación y etimología
La palabra “yen” se pronuncia “en” en japonés. La palabra (shinjitai: 円, chino tradicional/Kyūjitai: 圓) significa literalmente “objeto redondo” en japonés, de la misma forma que "yuan" en chino o won en coreano. Originalmente, los chinos habían comerciado con plata en grandes cantidades, y cuando las monedas españolas de oro y plata llegaron, las llamaron 銀圓 (círculo de plata) por su forma. Las monedas y el nombre también llegaron a Japón. Más tarde, los chinos reemplazaron el carácter 圓 por 元 que tiene la misma pronunciación en mandarín (pero no en japonés). Los japoneses prefirieron la grafía 圓 (reemplazada por el carácter simplificado 円 después de la Segunda Guerra Mundial).
La grafía y pronunciación “yen” proviene de los ingleses que visitaron Japón a finales del período Edo y principios de la era Meiji, cuando las palabras se pronunciaban de dicha forma. En el siglo XVI, los caracteres /e/(え) y /we/(ゑ) se pronunciaban [je] y los misioneros portugueses lo pronunciaban “ye”. Poco después, a mediados del siglo XVIII /e/ y /we/ se pronunciaban [e] como actualmente, aunque en algunas regiones se siguió manteniendo la pronunciación [je]. El misionero Walter Henry Medhurst, que para escribir sus obras no fue a Japón y habló con japoneses en Yakarta los cuales pronunciaban “e” como “ye”, lo representó así en su An English and Japanese, and Japanese and English Vocabulary (1830). Más tarde, la romanización Hepburn también reproducía “e” como “ye” en su conocida obra A Japanese and English Dictionary (primera edición, 1867), de referencia en Occidente, por lo que los extranjeros mantuvieron la grafía “yen”. En la tercera edición del diccionario, de 1886, Hepburn transformó las “ye” en “e” para reflejar la pronunciación moderna salvo en “yen”, y es por ello que dicha grafía es la que se mantiene.

## Historia

### Historia del yen japonés

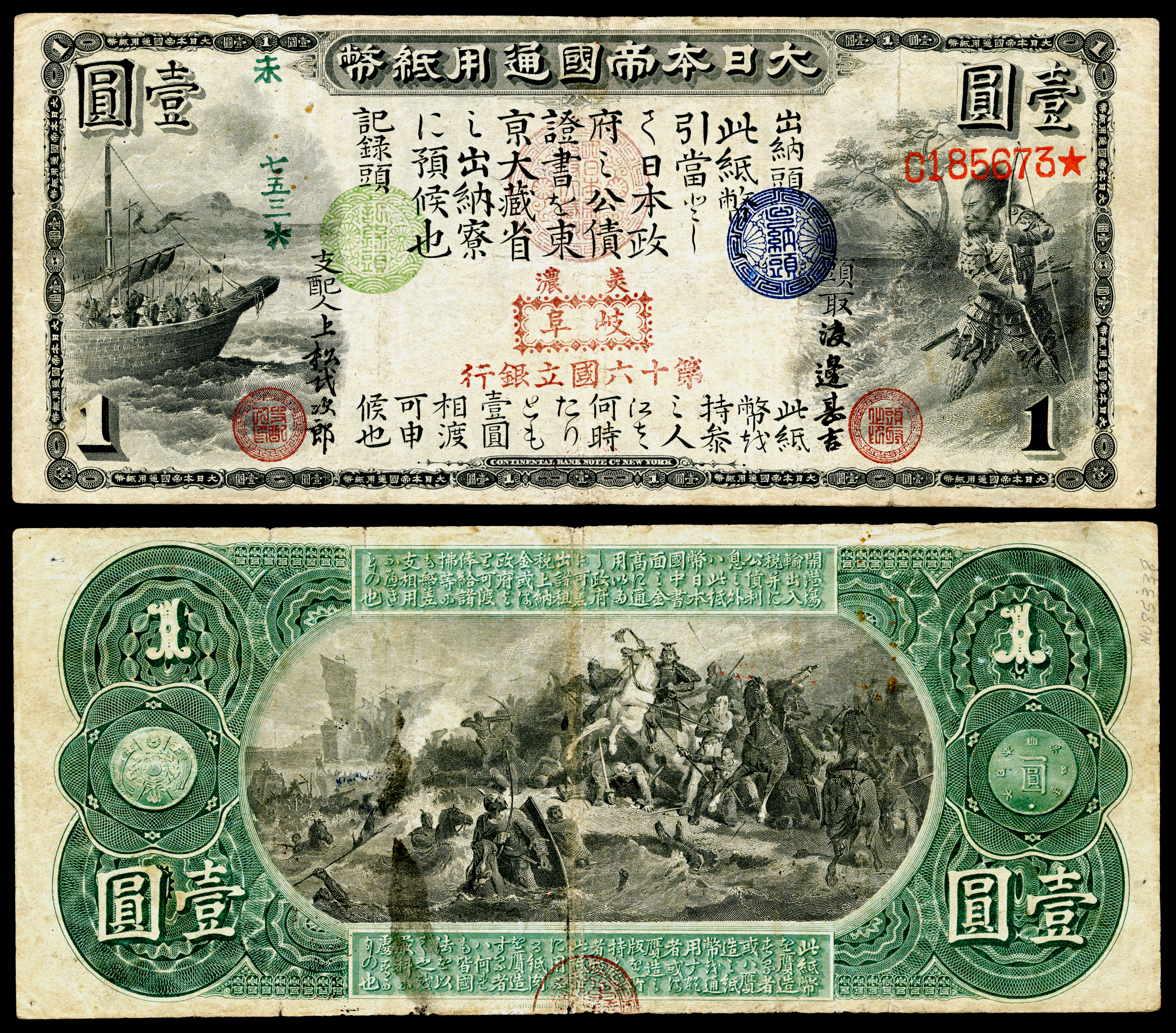
Uno de los primeros billetes de un yen, anverso y reverso.

Las primeras monedas producidas en Japón fueron, el Mumonginsen creado en el año 667, y el Fuhonsen en alrededor del año 683. Estas monedas se basaban en el sistema chino y, por lo tanto, se basaban en las unidades de medida chinas. El primer sistema monetario formal de Japón fue el Wadōkaichin emitida el 29 de agosto de 708. Esta moneda se inspiró en la moneda china Kaiyuan Tongbao acuñada por primera vez en Chang'an en 621 d. C. El Wadokaichin tenía las mismas especificaciones que la moneda china. En el año 760, Wadokaichin pronto se degradó, ya que el gobierno emitió rápidamente monedas con un contenido metálico progresivamente menor y las imitaciones locales prosperaron. En 760, se puso en marcha una reforma, en la que una nueva moneda de cobre llamada Man'nen Tsūhō, así como una nueva moneda de oro llamada Kaiki Shoho. La moneda Tokugawa fue un sistema monetario metálico unitario e independiente establecido por el shōgun Tokugawa Ieyasu en 1601 en Japón, y que perduró durante todo el período Tokugawa hasta su final en 1867.

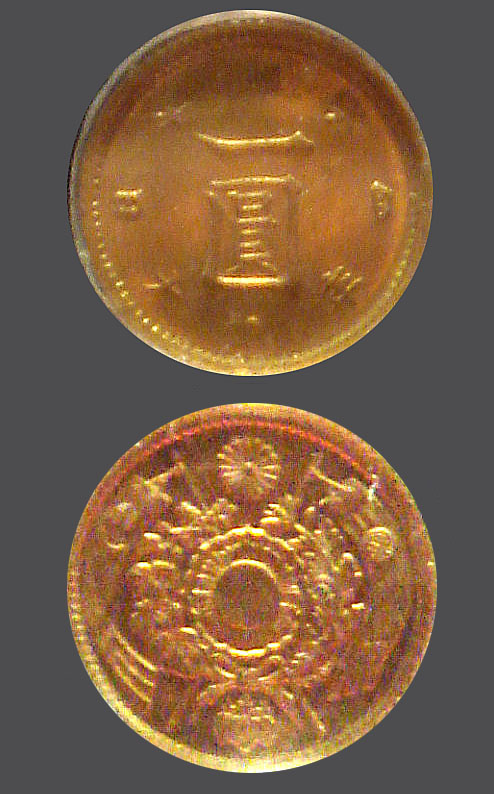
Una de las primeras monedas de un yen (1,5 gramos de oro puro), anverso y reverso.

Después de 1868, se estableció progresivamente, siguiendo criterios occidentales, un nuevo sistema monetario basado en el yen japonés, que sigue siendo el sistema monetario de Japón hasta el día de hoy. El yen fue adoptado oficialmente por el gobierno Meiji en una ley firmada el 10 de mayo de 1871. La nueva moneda fue introducida de forma gradual desde julio de ese año. El yen era, así, una simple unidad similar al dólar que, como todos los dólares, descendía de las piezas de a ocho españolas. Así, hasta 1873, todos los dólares valían más o menos lo mismo en el mercado de valores. El yen reemplazó el sistema monetario de la era Tokugawa, un complejo sistema basado en el mon, una moneda base de cobre. La "Ley de la Nueva Moneda" de 1871 estipulaba la adopción de un sistema decimal de cálculo en el que un yen (圓) se dividía en 100 sen (銭) y 1 000 rin (厘), con monedas redondas como en Occidente. Se marcó el valor del yen como de 0.78 onzas troy (24.26 gramos) de oro puro, o 1.5 gramos de oro puro según el Congreso Europeo de Economistas de París de 1867; la moneda de cinco yenes se declaró igual a la de 5 pesos fuertes de Argentina), introduciendo la moneda en el llamado "estándar bimetálico". 
A partir de la devaluación de la plata de 1873, el yen se devaluó ante el dólar estadounidense y el dólar canadiense ya que se adhirieron al estándar monetario del oro, y en el año 1897 el yen solo valía 50 centavos estadounidenses. Ese año, Japón adoptó el estándar monetario del oro y de ahí el valor del yen pasó a ser de dicha cantidad.
El sen y el rin fueron eliminados en 1953.

### Valor fijado al del dólar estadounidense
El yen perdió la mayor parte de su valor en la Segunda Guerra Mundial. Después de un período de inestabilidad en 1949, el valor del yen fue fijado a 360 yenes por dólar según un plan estadounidense, parte del sistema Bretton Woods, para estabilizar los precios de la economía japonesa. Esa tasa de cambio se mantuvo hasta 1971, cuando Estados Unidos abandonó el estándar de cambio del oro, parte clave del sistema de Bretton Woods, e impuso un impuesto a las importaciones de un 10 por ciento, provocando que surgiesen las tasas de cambio flotantes en 1973.

### Yen infravalorado
En 1971, el yen estaba infravalorado. Las exportaciones japonesas costaban muy poco en los mercados internacionales, y las importaciones extranjeras costaban mucho a los japoneses. Esta infravaloración se vio reflejada en la balanza de pagos, que había pasado de un déficit comercial a principios de los años 1960 a un superávit de 5 800 millones de dólares en 1971. La creencia de que el yen y otras divisas estaban infravaloradas motivó las acciones llevadas a cabo por Estados Unidos en 1971.

### Cambio flotante
A partir de la devaluación del dólar en 1971, el gobierno japonés aceptó una nueva tasa de cambio fijo con los Acuerdos del Smithsonian, firmados a finales de año, dejando la tasa de cambio en 308 yenes por dólar. Sin embargo, ello influyó en forma negativa en lo referente a la oferta y demanda, anulándose estas tasas en 1973 y pasando a ser las divisas de cambio flotante.

### Intervención del gobierno japonés en el mercado de divisas
En los años 70, el gobierno japonés y los hombres de negocios estaban concienciados de que una subida del valor del yen dañaría el crecimiento de las exportaciones, ya que haría los productos japoneses menos competitivos y ello dañaría la industria. Por consiguiente, el gobierno siguió interviniendo en el mercado de divisas (comprando o vendiendo dólares), incluso después de la decisión de pasar la moneda a un mercado de divisas flotantes en 1973.
A pesar de la intervención, las presiones de mercado causaron que el yen siguiese subiendo, llegando a alcanzar la tasa de 271 yenes por dólar en 1973, antes de que se notara el impacto económico de la crisis del petróleo de 1973. El alto precio del yen provocó que el yen se depreciase en un intervalo de 290 a 300 yenes entre 1974 y 1976. La reaparición de un superávit comercial hizo que el yen volviese a valer 211 yenes por dólar en 1978, aunque debido a la crisis del petróleo de 1979 hizo que el yen bajase de nuevo a 227 yenes por dólar en 1980.

### El yen a principios de la década de los 1980
En la primera mitad de los años 1980, el yen bajó mucho de valor, incluso a pesar de la existencia de un superávit comercial. Así, el dólar pasó de valer 221 yenes de media en 1981 a 239 en 1985. El aumento del superávit de cuenta corriente hizo que la demanda de yenes aumentase en los mercados extranjeros, pero esta demanda fue desplazada por otros factores. Una gran diferencia en los tipos de interés, con los mismos más altos en EE. UU. que en Japón, y la continua desregulación del capital, hicieron que surgiese una gran salida de capital bruto de Japón. Todo esto provocó que aumentase la demanda de yenes japoneses, ya que los inversores nipones cambiaron los yenes por otras divisas a la hora de invertir en el extranjero. Todo ello provocó que el yen se debilitara frente al dólar y causó la aparición de un gran superávit comercial en los años 80.

### Efectos del Acuerdo de Plaza
En 1985 comenzó un gran cambio, ya que las principales potencias económicas firmaron el Acuerdo de Plaza, en el que se afirmaba que el dólar estaba sobrevalorado (y, por tanto, el yen infravalorado). Este acuerdo, y varios cambios en la oferta y demanda y presiones de los mercados, hicieron que hubiese una subida súbita del valor del yen. De ahí que se pasase de un valor medio de 239 yenes por dólar en 1985 a un valor pico de 128 yenes en 1988, doblando su valor relativo al del dólar. Tras unos declines en 1989 y 1990, llegó a un nuevo récord de 123 yenes por dólar en 1992. En abril de 1995, el yen llegó a un valor de 80 yenes por dólar, haciendo temporalmente la economía japonesa del mismo tamaño aproximadamente que la americana.

### Años posburbuja
El yen entró en declive durante la burbuja financiera e inmobiliaria de Japón y continuó en la misma tendencia, llegando a un tope de 134 yenes por dólar en 2002. La política del Banco de Japón de mantener el interés cero evitó la inversión en yenes, causando un carry trade de inversores que cambiaron las inversiones en yenes por otras en otras monedas fuertes. Ello causó unas pérdidas de aproximadamente un billón de dólares. En febrero de 2007, The Economist estimó que «el yen estaba devaluado en un 15 por ciento frente al dólar y en un 40 por ciento frente al euro».
Tras el terremoto de Tohoku de 2011 el yen subió vertiginosamente, hasta llegar a un récord de 76 yenes por dólar, no batido desde la II Guerra Mundial.

### El año fiscal japonés y su impacto en el yen
En algunos países el año fiscal y el año natural no son idénticos. En el caso de Japón, el inicio del nuevo año fiscal se produce el 1 de abril. En esa fecha, las empresas japonesas por lo general "maquillan" sus balances antes de finalizar el año fiscal, mediante la liquidación de activos en el extranjero para repatriar los beneficios de las filiales en el extranjero, a fin de aumentar sus ganancias. Estos flujos de capital antes del comienzo del nuevo año fiscal, y el hecho de que las mesas de negociación de los bancos reducen su volumen de transacciones, condicionan los tipos de cambio y la acción del precio en todos los pares que contienen el yen, provocando subidas en el valor del yen frente al resto de monedas en torno al mes de marzo.

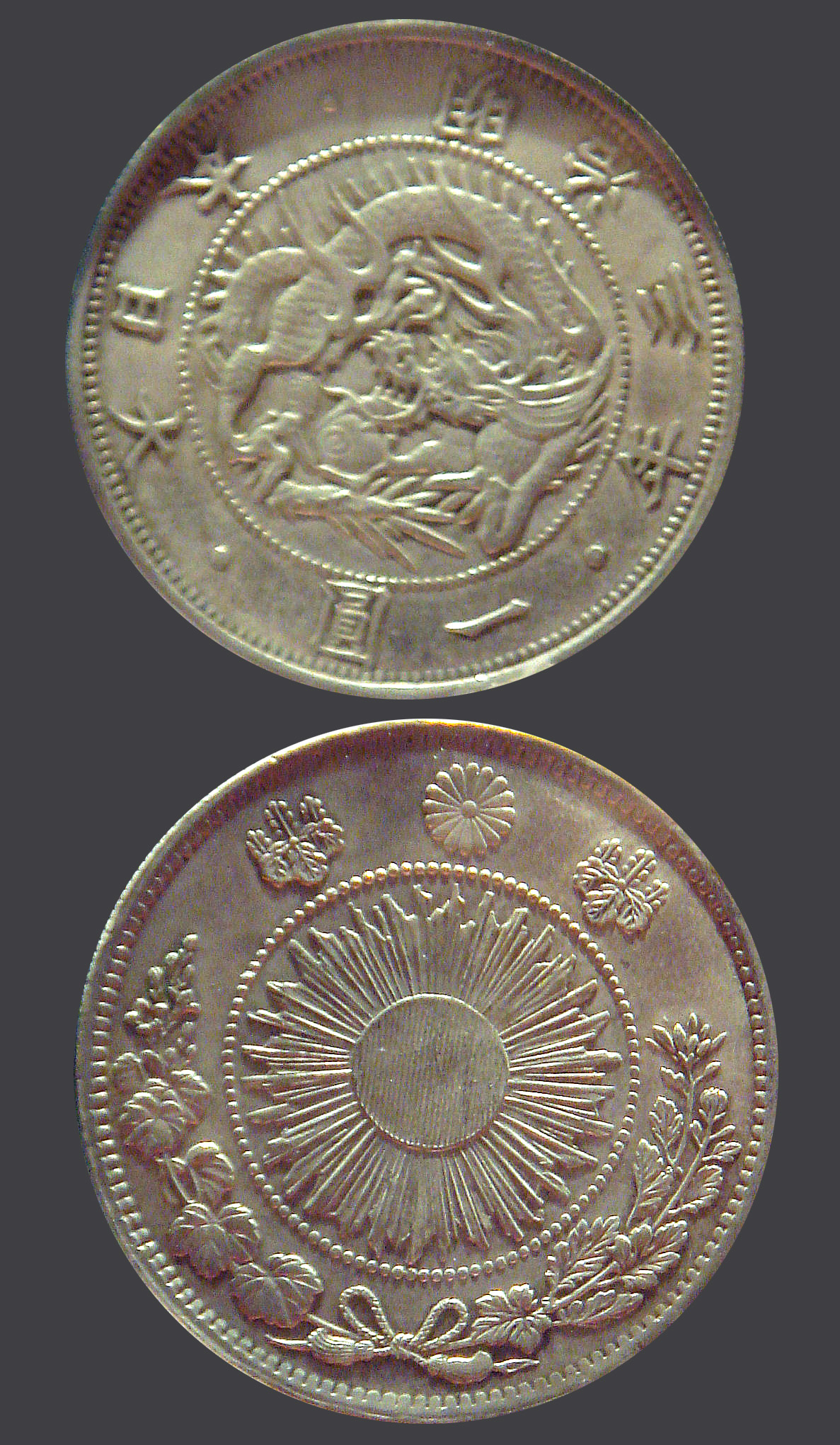
Una de las primeras monedas de un yen, 24,26 gramos de plata pura de Japón, acuñada en 1870 (año 3 de la Era Meiji).

## Monedas

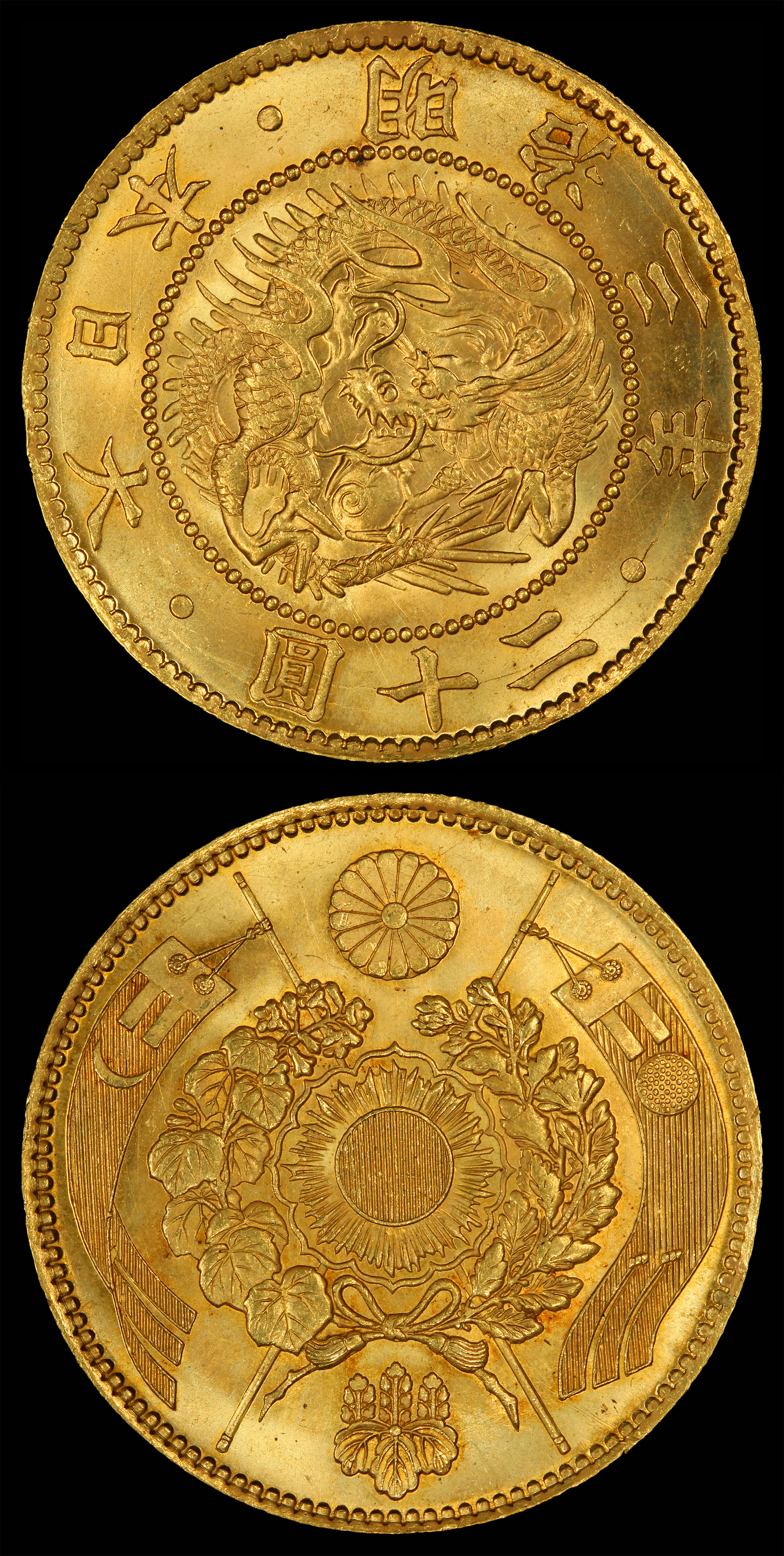
Una de las primeras monedas de 20 yenes de oro (1870).

Las monedas fueron introducidas en 1870. Había monedas de plata de 5, 10, 20 y 50 sen y de 1 yen, y monedas de oro de 2, 5, 10 y 20 yenes. Las monedas de oro de 1 yen fueron introducidas en 1871, seguidas por las monedas de 1 rin, ½, 1 y 2 sen de cobre en 1873.
Las monedas de 5 sen de cuproníquel fueron introducidas en 1889. En 1897 la moneda de 1 yen de plata dejó de existir y el tamaño de las monedas de oro se redujo en un 50%, con la emisión de monedas de 5, 10 y 20 yenes. En 1920, se introdujeron monedas de 10 sen de cuproníquel.

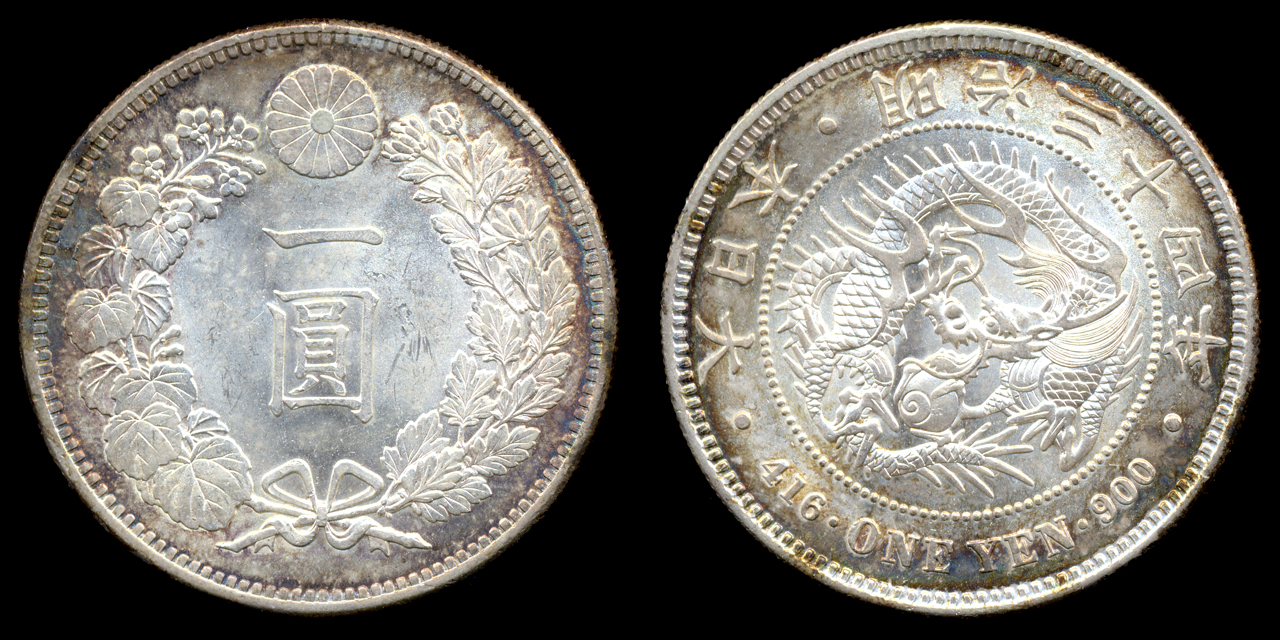
Una de las primeras monedas de plata de 1 yen; 26,96 gramos de plata pura de 900 milésimas de Japón, acuñada en 1901 (año 34 de la Era Meiji).

Las monedas de plata dejaron de acuñarse en 1938, y se emplearon otros metales para acuñar las monedas de 1, 5 y 10 sen durante la Segunda Guerra Mundial. Se hicieron monedas de 5 y 10 yenes de cerámica en 1945 debido a la escasez de metales, pero nunca llegaron a circular.

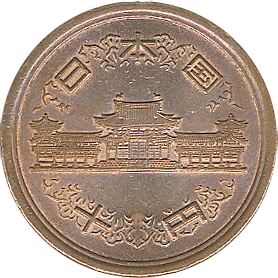
Moneda japonesa de 10 yenes (anverso) mostrando el Salón del Fénix del templo de Byōdō-in.

Después de la guerra, se introdujeron monedas de latón de 50 sen, 1 y 5 yenes entre 1946 y 1948. En 1949, se introdujo la actual moneda de 5 yenes, seguida por la de 10 yenes de bronce en 1951.
Las monedas de menos de 1 yen se declararon inválidas el 31 de diciembre de 1953, después de la entrada en vigor de la Ley de las Subdivisiones Monetarias y el Redondeo Fraccionario en los Pagos (小額通貨の整理及び支払金の端数計算に関する法律 Shōgaku tsūka no seiri oyobi shiharaikin no hasūkeisan ni kan suru hōritsu?).
En 1955, fue introducida la moneda de aluminio de 1 yen, junto a la moneda de 50 yenes de níquel sin agujero. En 1957, se introdujeron monedas de 100 yenes de plata, que fueron sustituidas en 1967 por la de cuproníquel, junto con la de 50 yenes con un agujero. En 1982, se introdujeron las primeras monedas de 500 yenes.
La fecha, expresada con el año de reinado del emperador en el momento de la acuñación de la moneda, se encuentra en el reverso de todas las monedas, y, en la mayoría de los casos en el anverso, el nombre del país (hasta 1945, 大日本 o Dai Nippon, "Gran Imperio Japonés"; desde 1945, 日本国, Nihon koku, "Japón") y el valor en kanji, salvo en la moneda de 5 yenes donde el nombre del país está en la cruz. La moneda de 1 yen tiene una composición de 100 % aluminio.
A fecha de abril de 2011, las monedas de 500 yenes eran las monedas circulantes de mayor valor del mundo con un valor de 5.50 dólares, 3.90 €, 3.80 libras y 5.80 francos suizos. La moneda de un dólar estadounidense valía al cambio 92 yenes; la de 2 euros, 255; la de 2 libras esterlinas, 260; y la de 5 francos suizos, 430. Debido a su alto valor facial, fue objeto de los falsificadores, hasta que en 2000 se acuñó una nueva serie de monedas con más medidas de seguridad.
En varias ocasiones, se acuñan monedas conmemorativas de oro y plata con un valor facial máximo de hasta 100 000 yenes. Las primeras fueron las monedas de plata de 100 y 1000 yenes acuñadas en conmemoración de los Juegos Olímpicos de Tokio 1964. El valor más común en las monedas conmemorativas es el de 500 yenes, acuñado en conmemoración de los Juegos olímpicos de invierno de Nagano 1998 y la Expo 2005 de Aichi. Las monedas conmemorativas de 500 y 1000 yenes comenzaron a emitirse en diciembre de 2009, con 47 diseños, uno para cada uno de los bancos de las prefecturas de Japón; 100 000 de cada una fueron acuñadas y siguieron estando, a fecha de octubre de 2010, disponibles en los bancos a valor facial. Un coleccionista que quisiera comprar todas las monedas debería pagar 70 500 yenes, por lo que fue una gran fuente de ingresos para el Gobierno japonés. Incluso a pesar de que pueden ser usadas como monedas normales, son raras de ver.
En vez de mostrar la fecha en la era común como el resto de naciones, las monedas japonesas muestran el año de reinado del emperador. Por ejemplo, una moneda acuñada en 2009 llevaría la fecha Heisei 21 (el año 21 de reinado del emperador Akihito).
| Monedas en circulación | Monedas en circulación | Monedas en circulación   | Monedas en circulación   | Monedas en circulación   | Monedas en circulación           | Monedas en circulación | Monedas en circulación                            | Monedas en circulación                  | Monedas en circulación        |
| Imagen                 | Valor                  | Características técnicas | Características técnicas | Características técnicas | Características técnicas         | Descripción            | Descripción                                       | Descripción                             | Fecha de la primera acuñación |
| Imagen                 | Valor                  | Diámetro                 | Grosor                   | Masa                     | Composición                      | Canto                  | Anverso                                           | Reverso                                 | Fecha de la primera acuñación |
| ---------------------- | ---------------------- | ------------------------ | ------------------------ | ------------------------ | -------------------------------- | ---------------------- | ------------------------------------------------- | --------------------------------------- | ----------------------------- |
|                        | 1 yen                  | 20 mm                    | 1,2 mm                   | 1 g                      | 100% aluminio                    | Liso                   | Brote, nombre del país, valor                     | Valor, año de acuñación                 | 1955                          |
|                        | 5 yenes                | 22 mm                    | 1,5 mm                   | 3,75 g                   | 60-70% cobre 30-40% zinc         | Liso                   | Planta de arroz, engranaje, agua, valor           | Nombre del país, año de acuñación       | 1959                          |
|                        | 10 yenes               | 23,5 mm                  | 1,5 mm                   | 4,5 g                    | 95% cobre 3-4% zinc 1-2% estaño  | Estriado               | Templo de Hōōdō, Byōdō-in, nombre del país, valor | Corona de laurel, valor, año de emisión | 1951                          |
| Liso                   | 10 yenes               | 23,5 mm                  | 1,5 mm                   | 4,5 g                    | 95% cobre 3-4% zinc 1-2% estaño  | 1959                   | Templo de Hōōdō, Byōdō-in, nombre del país, valor | Corona de laurel, valor, año de emisión |                               |
|                        | 50 yenes               | 21 mm                    | 1,7 mm                   | 4 g                      | Cuproníquel 75% cobre 25% níquel | Estriado               | crisantemos, nombre del país, valor               | Valor, año de emisión                   | 1967                          |
|                        | 100 yenes              | 22,6 mm                  | 1,7 mm                   | 4,8 g                    | Cuproníquel 75% cobre 25% níquel | Estriado               | Flor del cerezo, nombre del país, valor           | Valor, año de acuñación                 | 1967                          |
|                        | 500 yenes              | 26,5 mm                  | 2 mm                     | 7 g                      | 72% cobre 20% zinc 8% níquel     | Ligeramente estriado   | Valor, bambú, mandarino                           | Valor, año de emisión                   | 2000                          |
|                        |                        |                          |                          |                          |                                  |                        |                                                   |                                         |                               |

Debido a las diferencias de borde, peso, relieve y diseño, es muy fácil para las personas con deficiencias visuales distinguir unas monedas de otras.
|                | No agujereadas                   | Agujereadas |
| -------------- | -------------------------------- | ----------- |
| Canto liso     | ¥1 (ligero) ¥10 (medio)          | ¥5          |
| Canto estriado | ¥100 (medio) ¥500 (muy estriado) | ¥50         |

## Billetes actuales
La serie vigente de billetes (¥1.000, ¥5.000 y ¥10,000 serie E y ¥2.000 serie D) fue lanzada en noviembre de 2004 debido a la gran falsificación de la serie anterior (serie D, de 1984). Estas son las efigies que representan cada uno de los billetes:
| Imagen  | Imagen  | Valor        | Dimensiones | Color    | Descripción      | Descripción                                        | Fecha de emisión       | Serie   |
| Anverso | Reverso | Valor        | Dimensiones | Color    | Anverso          | Reverso                                            | Fecha de emisión       | Serie   |
| ------- | ------- | ------------ | ----------- | -------- | ---------------- | -------------------------------------------------- | ---------------------- | ------- |
|         |         | 1000 yenes   | 150 × 76 mm | Azul     | Hideyo Noguchi   | Monte Fuji                                         | 1 de noviembre de 2004 | Serie E |
|         |         | 2.000 yenes  | 154 × 76 mm | Amarillo | Shureimon        | Genji Monogatari                                   | 19 de julio de 2000    | Serie D |
|         |         | 5.000 yenes  | 169 × 80 mm | Morado   | Ichiyō Higuchi   | El cuadro Las Flores de Kakitsubata de Ōgata Kōrin | 1 de noviembre de 2004 | Serie E |
|         |         | 10.000 yenes | 174 × 84 mm | Marrón   | Yukichi Fukuzawa | Estatua de un ave fénix, templo Byōdō-in           | 1 de noviembre de 2004 | Serie E |

Existió una serie de billetes emitida en 1984 (serie D), con efigies distintas, pero fue retirada de circulación por su facilidad de falsificación. Todos los billetes actuales tienen unas medidas de seguridad muy difíciles de copiar, tales como imagen latente, tinta con extracto de nácar, microimpresión, marca de agua de gran detalle y tinta con relieve (intaglio).

## Futuros billetes (2024)
El 9 de abril de 2019, el ministro de Finanzas Tarō Asō anunció nuevos diseños para los billetes de ¥1.000, ¥5.000 y ¥10,000, para uso a partir de 2024. El billete de ¥1000 contará con Kitasato Shibasaburō y La gran ola de Kanagawa, el billete de ¥5.000 contará con Tsuda Umeko y flores de glicina, y el billete de ¥10,000 contará con Shibusawa Eiichi y la Estación de Tokio.
| Series F (2024, planeado) | Series F (2024, planeado) | Series F (2024, planeado) | Series F (2024, planeado) | Series F (2024, planeado) | Series F (2024, planeado) | Series F (2024, planeado)                                                    | Series F (2024, planeado) |
| Imagen                    | Imagen                    | Valor                     | Dimensiones               | Color                     | Descripción               | Descripción                                                                  | Fecha de emisión          |
| Anverso                   | Reverso                   | Valor                     | Dimensiones               | Color                     | Anverso                   | Reverso                                                                      | Fecha de emisión          |
| ------------------------- | ------------------------- | ------------------------- | ------------------------- | ------------------------- | ------------------------- | ---------------------------------------------------------------------------- | ------------------------- |
|                           |                           | 1000 yenes                | 150 × 76 mm               | Azul                      | Kitasato Shibasaburō      | La gran ola de Kanagawa (de Treinta y seis vistas del monte Fuji de Hokusai) | 2024, planeado            |
|                           |                           | 5.000 yenes               | 150 × 76 mm               | Morado                    | Tsuda Umeko               | Flores de glicina                                                            | 2024, planeado            |
|                           |                           | 10.000 yenes              | 150 × 76 mm               | Marrón                    | Eiichi Shibusawa          | Estación de Tokio (lateral Marunouchi)                                       | 2024, planeado            |

## Futuras monedas (2021)
El 9 de abril de 2019, el ministro de Finanzas Tarō Asō anunció un nuevo diseño para la moneda de ¥500, que podría ser emitida a partir de 2021.
| Imagen | Valor     | Características técnicas | Características técnicas | Características técnicas | Características técnicas | Descripción | Descripción             | Descripción                       | Fecha de la primera acuñación |
| Imagen | Valor     | Diámetro                 | Grosor                   | Masa                     | Composición              | Descripción | Descripción             | Descripción                       | Fecha de la primera acuñación |
| Imagen | Valor     | Diámetro                 | Grosor                   | Masa                     | Composición              | Canto       | Anverso                 | Reverso                           | Fecha de la primera acuñación |
| ------ | --------- | ------------------------ | ------------------------ | ------------------------ | ------------------------ | ----------- | ----------------------- | --------------------------------- | ----------------------------- |
|        | 500 yenes |                          |                          |                          |                          | Estriado    | Valor, bambú, mandarino | Nombre del país, año de acuñación | 2021, planeado                |

## Monedas japonesas anteriores a la restauración Meiji
La equivalencia oficial entre las monedas base, establecida por el shogunato Tokugawa, era 1 ryō de oro = 60 monme de plata = 4 000 mon de cobre. Sin embargo, las tasas de cambio variaban mucho con el tiempo, y no seguían tanto las equivalencias oficiales como el valor en el mercado. Se utilizaban asimismo otras unidades como el koku, equivalente a 180 litros, que es la cantidad de arroz necesaria para alimentar a un hombre durante un año.
Como durante siglos Japón estuvo aislado del resto del mundo, la relación entre el valor del oro y de la plata varió de forma muy distinta a como lo hacía en otros lugares, particularmente en Occidente. En 1858 Japón firmó un acuerdo comercial con los Estados Unidos en el que se fijaba la tasa de cambio inicial de 0.75 ryō por dólar. Debido a la fuerte proliferación de moneda local iniciado en 1661, hasta 244 dominios tenían moneda propia a principios de la era Meiji (1868-1912). En 1871 se introdujo el yen con el valor de 1 ryō. Para el año 1879 ya se había completado la sustitución de monedas antiguas por yenes.
Entre las monedas anteriores a la restauración Meiji se encuentran las siguientes:
Oro (bankin, kin)
- ryō, moneda base de oro de unos 15 gramos (las demás monedas se calculaban en relación con esta).
- ōban (大判, gran sello), gran moneda ovalada de oro de más de 100 gramos de peso y un valor de 10 ryō.
- koban (小判, pequeño sello), moneda ovalada de oro de tamaño menor que el ōban que se acuñó por primera vez alrededor del año 1601, con el valor de 1 ryō.
- ichibukin (一分金), un cuarto de ryō de oro.

Plata (gin)
- ichibugin (一分銀), un cuarto de ryō de plata.
- shu (朱), 1/16 de ryō, o 250 mon.
- kanme (貫目) o kan (貫), 3,75 kg de plata, o 1000 monme.
- monme (匁), 3.75 gramos de plata, moneda base de plata que se subdividía en fun (1/10), rin (1/100) y mō (1/1000).
- chogin, barra de plata.
- mameitagin (豆板銀), pequeña moneda de plata con forma de judía.

Cobre (zeni)
- kanmon, 3.75 kg de cobre o 1000 mon.
- mon, 3.75 gramos de cobre, moneda base de cobre.

## Tasa de cambio
El yen se fijó al dólar estadounidense con una tasa de cambio de 360 yenes por dólar desde el 25 de abril de 1949 hasta 1971.

### Tasas de cambio históricas

Tasa de cambio JPY/USD desde 1950
Tasa de cambio JPY/USD desde la Era Heisei
Tasa de cambio JPY/EUR
Tasa de cambio JPY/GBP

La tabla muestra el número de yen por dólar estadounidense (promedio mensual).

-

| Año       | Mes    | Mes    | Mes    | Mes    | Mes    | Mes    | Mes    | Mes    | Mes    | Mes    | Mes    | Mes    |
| Año       | Ene    | Feb    | Mar    | Abr    | May    | Jun    | Jul    | Ago    | Sep    | Oct    | Nov    | Dic    |
| --------- | ------ | ------ | ------ | ------ | ------ | ------ | ------ | ------ | ------ | ------ | ------ | ------ |
| 1949-1971 | 360    | 360    | 360    | 360    | 360    | 360    | 360    | 360    | 360    | 360    | 360    | 360    |
| 1972      | 308    | 308    | 308    | 308    | 308    | 308    | 308    | 308    | 308    | 308    | 308    | 308    |
| 1973      | 301.15 | 270.00 | 265.83 | 265.50 | 264.95 | 265.30 | 263.45 | 265.30 | 265.70 | 266.68 | 279.00 | 280.00 |
| 1974      | 299.00 | 287.60 | 276.00 | 279.75 | 281.90 | 284.10 | 297.80 | 302.70 | 298.50 | 299.85 | 300.10 | 300.95 |
| 1975      | 297.85 | 286.60 | 293.80 | 293.30 | 291.35 | 296.35 | 297.35 | 297.90 | 302.70 | 301.80 | 303.00 | 305.15 |
| 1976      | 303.70 | 302.25 | 299.70 | 299.40 | 299.95 | 297.40 | 293.40 | 288.76 | 287.30 | 293.70 | 296.45 | 293.00 |
| 1977      | 288.25 | 283.25 | 277.30 | 277.50 | 277.30 | 266.50 | 266.30 | 267.43 | 264.50 | 250.65 | 244.20 | 240.00 |
| 1978      | 241.74 | 238.83 | 223.40 | 223.90 | 223.15 | 204.50 | 190.80 | 190.00 | 189.15 | 176.05 | 197.80 | 195.10 |
| 1979      | 201.40 | 202.35 | 209.30 | 219.15 | 219.70 | 217.00 | 216.90 | 220.05 | 223.45 | 237.80 | 249.50 | 239.90 |
| 1980      | 238.80 | 249.80 | 249.70 | 238.30 | 224.40 | 218.15 | 226.85 | 219.20 | 212.00 | 211.75 | 216.75 | 203.60 |
| 1981      | 205.20 | 208.85 | 211.40 | 215.00 | 223.50 | 225.75 | 239.75 | 228.75 | 231.55 | 233.35 | 214.15 | 220.25 |
| 1982      | 228.45 | 235.20 | 248.30 | 236.30 | 243.70 | 255.55 | 256.65 | 259.60 | 269.40 | 277.40 | 253.45 | 235.30 |
| 1983      | 238.40 | 235.55 | 239.30 | 237.70 | 238.60 | 239.80 | 241.50 | 246.75 | 236.10 | 233.65 | 234.20 | 232.00 |
| 1984      | 234.74 | 233.28 | 224.75 | 226.30 | 231.63 | 237.45 | 245.45 | 241.70 | 245.40 | 245.30 | 246.50 | 251.58 |
| 1985      | 254.78 | 259.00 | 250.70 | 251.40 | 251.78 | 248.95 | 236.65 | 237.10 | 216.00 | 211.80 | 202.05 | 200.60 |
| 1986      | 192.65 | 180.45 | 179.65 | 168.10 | 172.05 | 163.95 | 154.15 | 156.05 | 153.63 | 161.45 | 162.20 | 160.10 |
| 1987      | 152.30 | 153.15 | 145.65 | 139.65 | 144.15 | 146.75 | 149.25 | 142.35 | 146.35 | 138.55 | 132.45 | 122.00 |
| 1988      | 127.18 | 128.12 | 124.50 | 124.82 | 124.80 | 132.20 | 132.53 | 134.97 | 134.30 | 125.00 | 121.85 | 125.90 |
| 1989      | 129.13 | 127.15 | 132.55 | 132.49 | 142.70 | 143.95 | 138.40 | 144.28 | 139.35 | 142.15 | 142.90 | 143.40 |
| 1990      | 144.40 | 148.52 | 157.65 | 159.08 | 151.75 | 152.85 | 147.50 | 144.50 | 137.95 | 129.35 | 132.75 | 135.40 |
| 1991      | 131.40 | 131.95 | 140.55 | 137.42 | 137.97 | 138.15 | 137.83 | 136.88 | 132.95 | 131.00 | 130.07 | 125.25 |
| 1992      | 125.78 | 129.33 | 133.05 | 133.38 | 128.33 | 125.55 | 127.30 | 123.42 | 119.25 | 123.35 | 124.75 | 124.65 |
| 1993      | 124.30 | 117.85 | 115.35 | 111.10 | 107.45 | 106.51 | 105.60 | 104.18 | 105.10 | 108.23 | 108.82 | 111.89 |
| 1994      | 109.55 | 104.30 | 102.80 | 102.38 | 104.38 | 98.95  | 99.93  | 99.57  | 98.59  | 97.37  | 98.98  | 99.83  |
| 1995      | 99.79  | 98.23  | 90.77  | 83.53  | 85.21  | 84.54  | 87.24  | 94.56  | 100.31 | 100.68 | 101.89 | 101.86 |
| 1996      | 105.81 | 105.70 | 105.85 | 107.40 | 106.49 | 108.82 | 109.25 | 107.84 | 109.76 | 112.30 | 112.27 | 113.74 |
| 1997      | 118.18 | 123.01 | 122.66 | 125.47 | 118.91 | 114.31 | 115.10 | 117.89 | 120.74 | 121.13 | 125.35 | 129.52 |
| 1998      | 129.45 | 125.85 | 128.83 | 131.81 | 135.08 | 140.35 | 140.66 | 144.76 | 134.50 | 121.33 | 120.61 | 117.40 |
| 1999      | 113.14 | 116.73 | 119.71 | 119.66 | 122.14 | 120.81 | 119.76 | 113.30 | 107.45 | 106.00 | 104.83 | 102.61 |
| 2000      | 105.21 | 109.34 | 106.62 | 105.35 | 108.13 | 106.13 | 107.90 | 108.02 | 106.75 | 108.34 | 108.87 | 112.21 |
| 2001      | 117.10 | 116.10 | 121.21 | 123.77 | 121.83 | 122.19 | 124.63 | 121.53 | 118.91 | 121.32 | 122.33 | 127.32 |
| 2002      | 132.66 | 133.53 | 131.15 | 131.01 | 126.39 | 123.44 | 118.08 | 119.03 | 120.49 | 123.88 | 121.54 | 122.17 |
| 2003      | 118.67 | 119.29 | 118.49 | 119.82 | 117.26 | 118.27 | 118.65 | 118.81 | 115.09 | 109.58 | 109.18 | 107.87 |
| 2004      | 106.39 | 106.54 | 108.57 | 107.31 | 112.27 | 109.45 | 109.34 | 110.41 | 110.05 | 108.90 | 104.86 | 103.82 |
| 2005      | 103.27 | 104.84 | 105.30 | 107.35 | 106.94 | 108.62 | 111.94 | 110.65 | 111.03 | 114.84 | 118.45 | 118.60 |
| 2006      | 115.33 | 117.81 | 117.31 | 117.13 | 111.53 | 114.57 | 115.59 | 115.86 | 117.02 | 118.59 | 117.33 | 117.26 |
| 2007      | 120.59 | 120.49 | 117.29 | 118.81 | 120.77 | 122.64 | 121.56 | 116.74 | 115.01 | 115.77 | 111.24 | 112.28 |
| 2008      | 107.60 | 107.18 | 100.83 | 102.41 | 104.11 | 106.86 | 106.76 | 109.24 | 106.71 | 100.20 | 96.89  | 91.21  |
| 2009      | 90.35  | 92.53  | 97.83  | 98.92  | 96.43  | 96.58  | 94.49  | 94.90  | 91.40  | 90.28  | 89.11  | 89.52  |
| 2010      | 91.26  | 90.28  | 90.56  | 93.43  | 91.79  | 90.89  | 87.67  | 85.44  | 84.31  | 81.80  | 82.43  | 83.38  |
| 2011      | 82.63  | 82.52  | 81.82  | 83.34  | 81.23  | 80.49  | 79.44  | 77.09  | 76.78  | 76.72  | 77.50  | 77.81  |
| 2012      | 76.94  | 78.47  | 82.37  | 81.42  | 79.70  | 79.27  | 78.96  | 78.68  | 78.17  | 78.97  | 80.92  | 83.60  |
| 2013      | 89.15  | 93.07  | 94.73  | 97.74  | 101.01 | 97.52  | 99.66  | 97.83  | 99.30  | 97.73  | 100.04 | 103.42 |
| 2014      | 103.94 | 102.02 | 102.30 | 102.54 | 101.78 | 102.05 | 101.73 | 102.95 | 107.16 | 108.03 | 116.24 | 119.29 |
| 2015      | 118.25 | 118.59 | 120.37 | 119.57 | 120.82 | 123.7  | 123.31 | 123.17 | 120.13 | 119.99 | 122.58 | 121.78 |
| 2016      | 118.18 | 115.01 | 113.05 | 109.72 | 109.24 | 105.44 | 103.97 | 101.28 | 101.99 | 103.81 | 108.26 | 116.04 |
| 2017      | 114.69 | 113.13 | 113.02 | 110.08 | 112.24 | 110.89 | 112.50 | 109.90 | 110.67 | 112.94 | 112.89 | 112.96 |
| 2018      | 110.74 | 107.90 | 106.01 | 107.49 | 109.74 | 110.02 | 111.41 | 111.06 | 111.91 | 112.81 | 113.36 | 112.38 |
| 2019      | 108.97 | 110.36 | 111.22 | 111.63 | 109.76 | 108.07 | 108.23 | 106.34 | 107.40 | 108.12 | 108.88 | 109.18 |
| 2020      | 109.38 | 109.96 | 107.67 | 107.83 | 107.23 | 107.64 | 106.76 | 106.00 | 105.61 | 105.21 | 104.30 | 103.75 |
| 2021      | 103.79 | 105.44 | 108.81 | 109.10 | 109.17 | 110.12 | 110.26 | 109.85 | 110.15 | 113.14 | 113.99 | 113.84 |
| 2022      | 114.84 | 115.24 | 118.67 | 126.31 | 128.82 | 134.10 | 136.39 | 135.28 | 143.09 | 147.16 | 142.17 | 134.85 |
| 2023      | 130.28 | 132.69 | 133.86 | 133.40 | 137.39 | 141.33 | 141.20 | 144.73 | 147.65 | 149.59 | 149.88 | 144.09 |
| 2024      | 146.59 | 149.41 | 149.70 | 153.57 | 156.21 | 157.90 | 157.86 | 146.29 | 143.31 | 149.60 | 153.82 | 153.72 |

Esta tabla muestra el tipo de cambio efectivo real del yen frente a las monedas nacionales, tomando la media de 2020 como 100, con números más altos indicando un yen más fuerte y números más bajos indicando un yen más débil Los datos a partir de 1970 se presentan en el rango amplio del Banco de Japón. Los datos anteriores a 1969 se presentan en el rango estrecho proporcionado por el Banco de Pagos Internacionales.
| Año  | Mes    | Mes    | Mes    | Mes    | Mes    | Mes    | Mes    | Mes    | Mes    | Mes    | Mes    | Mes    |
| Año  | Ene    | Feb    | Mar    | Abr    | May    | Jun    | Jul    | Ago    | Sep    | Oct    | Nov    | Dic    |
| ---- | ------ | ------ | ------ | ------ | ------ | ------ | ------ | ------ | ------ | ------ | ------ | ------ |
| 1964 | 056.84 | 056.41 | 056.40 | 056.94 | 060.09 | 059.97 | 059.93 | 060.40 | 060.92 | 061.63 | 061.27 | 061.52 |
| 1965 | 062.61 | 062.12 | 062.28 | 063.00 | 062.54 | 062.28 | 061.19 | 062.02 | 062.89 | 063.51 | 063.10 | 063.18 |
| 1966 | 063.69 | 063.76 | 063.49 | 064.06 | 063.35 | 063.05 | 063.11 | 062.41 | 063.16 | 063.30 | 062.62 | 063.26 |
| 1967 | 063.71 | 063.74 | 063.88 | 063.89 | 062.98 | 062.56 | 062.36 | 062.51 | 063.41 | 064.36 | 064.17 | 065.34 |
| 1968 | 065.59 | 065.66 | 065.49 | 065.35 | 065.24 | 064.61 | 064.60 | 064.92 | 066.52 | 066.30 | 066.44 | 066.00 |
| 1969 | 066.01 | 065.74 | 066.05 | 066.16 | 066.24 | 065.95 | 066.34 | 066.85 | 067.54 | 066.65 | 066.60 | 066.80 |
| 1970 | 075.02 | 074.58 | 074.86 | 074.93 | 074.41 | 074.28 | 073.79 | 073.45 | 074.15 | 075.03 | 074.89 | 074.97 |
| 1971 | 074.89 | 074.71 | 074.65 | 075.43 | 075.29 | 075.25 | 075.52 | 075.14 | 080.37 | 081.83 | 081.50 | 082.60 |
| 1972 | 083.65 | 085.23 | 086.25 | 086.88 | 086.52 | 086.83 | 087.18 | 087.21 | 087.44 | 088.13 | 087.95 | 088.22 |
| 1973 | 088.43 | 093.68 | 099.43 | 099.33 | 099.69 | 097.63 | 096.06 | 096.44 | 098.40 | 096.87 | 094.10 | 096.67 |
| 1974 | 094.83 | 096.83 | 098.09 | 100.51 | 098.97 | 098.17 | 096.24 | 093.02 | 094.59 | 095.45 | 094.32 | 094.31 |
| 1975 | 094.07 | 095.36 | 096.45 | 096.57 | 096.16 | 094.88 | 095.39 | 095.41 | 096.77 | 096.54 | 095.61 | 094.70 |
| 1976 | 096.02 | 097.17 | 098.03 | 100.70 | 100.62 | 100.61 | 102.21 | 102.09 | 105.77 | 104.53 | 102.72 | 103.28 |
| 1977 | 104.31 | 106.33 | 107.79 | 110.47 | 109.90 | 110.34 | 112.03 | 110.70 | 112.16 | 117.24 | 119.79 | 119.61 |
| 1978 | 117.86 | 117.68 | 121.74 | 128.01 | 126.35 | 130.89 | 138.18 | 144.39 | 143.49 | 145.01 | 138.74 | 134.75 |
| 1979 | 132.12 | 128.56 | 124.63 | 119.48 | 118.54 | 116.75 | 116.01 | 113.13 | 110.68 | 107.59 | 100.07 | 100.74 |
| 1980 | 101.44 | 098.70 | 098.22 | 098.82 | 106.14 | 109.72 | 107.31 | 105.42 | 110.53 | 113.48 | 112.34 | 113.93 |
| 1981 | 118.07 | 117.44 | 115.05 | 112.89 | 112.33 | 111.26 | 107.35 | 106.89 | 107.79 | 105.70 | 108.10 | 110.60 |
| 1982 | 107.74 | 103.82 | 102.40 | 102.07 | 103.56 | 098.88 | 097.17 | 096.67 | 096.62 | 094.31 | 096.37 | 103.85 |
| 1983 | 107.56 | 105.95 | 106.12 | 106.47 | 108.31 | 106.33 | 105.83 | 104.67 | 106.28 | 110.38 | 109.37 | 110.31 |
| 1984 | 111.25 | 110.07 | 112.50 | 113.19 | 112.37 | 110.11 | 107.66 | 106.84 | 108.62 | 109.03 | 109.05 | 108.73 |
| 1985 | 107.09 | 105.28 | 106.41 | 106.88 | 106.86 | 107.15 | 108.57 | 109.10 | 109.93 | 119.08 | 123.62 | 123.33 |
| 1986 | 123.96 | 132.45 | 135.48 | 138.53 | 144.34 | 143.03 | 149.58 | 151.97 | 150.87 | 149.01 | 142.55 | 141.60 |
| 1987 | 143.91 | 143.51 | 144.86 | 152.72 | 153.64 | 149.13 | 142.96 | 144.92 | 148.60 | 147.75 | 152.16 | 157.69 |
| 1988 | 157.86 | 156.01 | 157.01 | 158.89 | 159.12 | 156.73 | 151.78 | 151.83 | 151.42 | 156.40 | 159.58 | 157.76 |
| 1989 | 154.20 | 152.76 | 150.37 | 149.97 | 145.10 | 140.27 | 140.84 | 140.20 | 137.70 | 139.34 | 135.86 | 133.87 |
| 1990 | 130.73 | 129.33 | 123.74 | 119.75 | 122.90 | 122.12 | 123.67 | 122.54 | 130.03 | 138.48 | 138.24 | 133.76 |
| 1991 | 133.87 | 135.15 | 132.79 | 135.39 | 135.04 | 134.32 | 135.67 | 135.35 | 136.21 | 141.27 | 140.12 | 139.57 |
| 1992 | 142.41 | 140.21 | 136.24 | 136.13 | 137.56 | 139.94 | 137.51 | 136.29 | 141.26 | 145.52 | 146.06 | 146.09 |
| 1993 | 145.07 | 151.19 | 155.81 | 160.89 | 163.44 | 169.43 | 171.59 | 178.56 | 173.69 | 170.94 | 169.99 | 166.32 |
| 1994 | 164.09 | 170.65 | 172.27 | 174.85 | 172.72 | 172.35 | 176.40 | 173.22 | 173.68 | 173.81 | 173.97 | 170.57 |
| 1995 | 169.61 | 170.38 | 182.00 | 193.97 | 191.35 | 191.26 | 184.04 | 170.97 | 161.88 | 159.48 | 157.46 | 158.02 |
| 1996 | 151.68 | 150.54 | 150.03 | 148.45 | 150.17 | 146.29 | 145.44 | 146.15 | 143.81 | 141.04 | 139.92 | 138.72 |
| 1997 | 134.34 | 129.37 | 130.53 | 129.86 | 137.50 | 142.70 | 143.14 | 141.96 | 139.71 | 140.99 | 136.38 | 137.71 |
| 1998 | 142.75 | 143.57 | 138.72 | 134.02 | 132.12 | 128.71 | 127.33 | 123.75 | 132.15 | 145.16 | 145.03 | 147.76 |
| 1999 | 152.38 | 148.27 | 146.33 | 146.37 | 143.32 | 144.92 | 145.88 | 153.60 | 163.05 | 163.66 | 165.44 | 168.50 |
| 2000 | 162.97 | 156.40 | 161.77 | 164.01 | 162.57 | 163.77 | 161.06 | 162.07 | 164.68 | 163.58 | 162.86 | 157.10 |
| 2001 | 149.26 | 149.77 | 144.39 | 142.62 | 145.00 | 145.25 | 142.37 | 144.10 | 146.64 | 144.34 | 142.90 | 137.43 |
| 2002 | 131.53 | 129.68 | 132.08 | 131.66 | 134.85 | 136.45 | 140.47 | 140.64 | 138.40 | 134.89 | 136.24 | 134.86 |
| 2003 | 135.69 | 133.74 | 134.92 | 133.37 | 134.10 | 132.29 | 132.45 | 132.98 | 136.27 | 140.96 | 140.39 | 140.47 |
| 2004 | 140.04 | 139.10 | 137.38 | 138.32 | 133.74 | 136.69 | 135.74 | 134.57 | 134.77 | 135.60 | 138.13 | 136.97 |
| 2005 | 137.34 | 133.68 | 132.80 | 130.79 | 132.12 | 130.72 | 127.03 | 126.91 | 126.30 | 122.57 | 119.18 | 118.46 |
| 2006 | 119.50 | 116.36 | 117.04 | 115.83 | 119.90 | 117.88 | 116.12 | 115.99 | 114.83 | 113.28 | 112.68 | 111.18 |
| 2007 | 108.22 | 106.54 | 109.24 | 106.57 | 104.47 | 102.38 | 101.65 | 106.90 | 107.27 | 104.61 | 107.50 | 106.21 |
| 2008 | 109.12 | 107.79 | 113.15 | 109.93 | 109.18 | 106.31 | 105.42 | 105.52 | 110.51 | 122.97 | 129.91 | 137.00 |
| 2009 | 137.51 | 136.05 | 128.82 | 125.28 | 124.95 | 123.55 | 125.77 | 124.36 | 127.70 | 127.10 | 127.82 | 126.84 |
| 2010 | 124.50 | 126.81 | 125.81 | 121.10 | 125.49 | 128.28 | 130.53 | 132.58 | 132.64 | 133.64 | 131.82 | 130.63 |
| 2011 | 129.83 | 128.13 | 128.53 | 123.86 | 126.80 | 127.55 | 128.54 | 132.20 | 134.77 | 135.86 | 133.74 | 133.98 |
| 2012 | 134.95 | 130.59 | 124.53 | 126.39 | 130.18 | 131.89 | 131.84 | 131.32 | 130.30 | 128.09 | 124.56 | 119.56 |
| 2013 | 111.68 | 106.05 | 105.13 | 101.81 | 098.91 | 103.09 | 101.16 | 103.03 | 101.21 | 101.77 | 099.96 | 096.51 |
| 2014 | 096.11 | 097.68 | 097.53 | 099.23 | 100.09 | 099.82 | 099.99 | 099.17 | 095.94 | 095.80 | 089.64 | 088.47 |
| 2015 | 090.59 | 090.25 | 090.07 | 090.44 | 089.14 | 087.04 | 087.96 | 089.50 | 092.39 | 091.85 | 090.64 | 091.80 |
| 2016 | 095.47 | 097.04 | 097.57 | 099.57 | 101.09 | 104.48 | 106.10 | 108.28 | 107.59 | 106.96 | 104.06 | 097.80 |
| 2017 | 097.79 | 098.46 | 098.36 | 100.78 | 098.38 | 098.62 | 096.40 | 097.59 | 095.93 | 094.74 | 094.94 | 094.36 |
| 2018 | 094.12 | 095.30 | 097.00 | 095.54 | 095.37 | 095.93 | 096.18 | 097.85 | 096.78 | 096.78 | 096.62 | 097.10 |
| 2019 | 099.20 | 096.92 | 096.21 | 096.00 | 098.51 | 099.79 | 099.33 | 102.87 | 101.64 | 100.47 | 099.19 | 098.56 |
| 2020 | 097.49 | 097.35 | 101.60 | 102.99 | 103.42 | 100.94 | 100.76 | 100.24 | 099.75 | 099.35 | 098.68 | 097.44 |
| 2021 | 097.05 | 095.02 | 093.12 | 091.83 | 091.04 | 090.25 | 091.11 | 091.44 | 091.15 | 088.25 | 087.59 | 087.75 |
| 2022 | 086.66 | 085.89 | 083.97 | 079.30 | 079.44 | 075.97 | 075.70 | 077.01 | 074.55 | 073.71 | 075.20 | 077.67 |
| 2023 | 078.95 | 077.16 | 077.49 | 077.54 | 076.04 | 074.34 | 074.37 | 073.08 | 072.34 | 072.50 | 071.44 | 073.40 |
| 2024 | 072.58 | 070.72 | 070.81 | 069.87 | 068.90 | 068.37 | 068.27 | 072.86 | 073.49 | 071.23 | 070.65 |        |